# Yxstaby
Yxstaby var före 2015 en av SCB avgränsad och namnsatt småort i Hovsta socken i Örebro kommun i Närke. Småorten avgränsades av Statistiska centralbyrån för första gången 2010. Sedan 2015 är orten en del av tätorten Örebro.